# Palaeomymar succini
Palaeomymar succini är en stekelart som beskrevs av Meunier 1901. Palaeomymar succini ingår i släktet Palaeomymar och familjen bälgnacksteklar. Inga underarter finns listade i Catalogue of Life.